# Salvador Puiggròs i Figueras
Salvador Puiggròs i Figueras (Sant Gervasi de Cassoles, 30 de setembre de 1874 – Barcelona, 3 de setembre de 1934) fou un arquitecte català.

## Biografia
Va cursar estudis a l'Escola d’Arquitectura de Barcelona, obtenint el títol el 1899. La seva obra, d'estil modernista, està gairebé tota situada a Barcelona. Fou arquitecte municipal d'Arenys de Mar.

## Obres[1]
| Any  | Nom                           | Ubicació                                      | Foto |
| ---- | ----------------------------- | --------------------------------------------- | ---- |
| 1905 | Xalet de Joan Planas          | Camí Rabassalet, Sant Cugat del Vallès        |      |
| 1905 | Torre Àngela Ferreres         | Carrer Portolà, 13, Barcelona                 |      |
| 1907 | Ca l'Utzet                    | Avinguda Catalunya, Sant Andreu de Llavaneres |      |
| 1908 | Cases Francesc Homet          | Plaça Trilla, 4, Barcelona                    |      |
| 1910 | Casa Francesca Trabala Fuster | Carrer Portolà, 5, Barcelona                  |      |
| 1911 | Col·legi La Presentació       | Carrer Pompeu Fabra, 2, Arenys de Mar         |      |
| 1917 | Casa Francesc Paret           | Carrer Ros de Olano, 12, Barcelona            |      |
| 1918 | Casa Gaspar Galí              | Carrer Montseny, 45, Barcelona                |      |